# Susanne Eigner
Susanne Eigner (* 1. Oktober 1979 in Bamberg) ist eine ehemalige deutsche Fußballspielerin.

## Karriere

### Vereine
Eigner begann in Stettfeld, einer Gemeinde im unterfränkischen Landkreis Haßberge, beim ortsansässigen SC Stettfeld mit dem Fußballspielen und kam in der F- und E-Jugend als Stürmerin zum Einsatz. Elfjährig wechselte sie dann zum RSV Drosendorf aus dem gleichnamigen Ort im Landkreis Bamberg und durchlief bis 1997 alle Altersklassen. Für die erste Mannschaft kam sie in der seinerzeit zweitklassigen Regionalliga Süd in zwei Spielzeiten zum Einsatz und scheiterte 1998 in der Aufstiegsrunde zur Bundesliga als Drittplatzierter hinter Aufsteiger SC Freiburg und dem Zweitplatzierten TSV Jahn Calden. Zur Saison 1999/2000 wurde sie vom Ligakonkurrenten FC Bayern München verpflichtet, mit dem sie nach ihrer Premierensaison und der erfolgreichen Aufstiegsrunde in die Bundesliga aufstieg. In dieser bestritt sie in vier Spielzeiten über 100 Punktspiele, in denen sie über 20 Tore erzielte. Ein erlittener Kreuzbandriss zwang sie nach fünf Jahren als Stammspielerin vom Spielbetrieb fernzubleiben; eine Vertragsverlängerung blieb aus und die Zeit in München fand ein jähes Ende. Der Neuanfang beim Ligakonkurrenten SC Freiburg währte nur ein halbes Jahr, in dem sie vom 5. September bis 19. Dezember 10 Punktspiele bestritt und ein Tor erzielte. Das Veto des Vereins bezüglich des Wechsels zum 1. FFC Frankfurt in der Winterpause bedeutete das Karriereende. 

### Nationalmannschaft
Eigner gehörte dem Kader der U-21-Nationalmannschaft an, die vom 28. Juli bis 3. August 2000 am – im eigenen Land ausgetragenen – Turnier um den Nordic Cup teilnahm. Nach Siegen über die Auswahlen Islands (3:1) und Dänemarks (6:0), sowie dem Unentschieden gegen die Auswahl Norwegens (2:2) – an der Seite von Spielerinnen wie Sonja Fuss, Nia Künzer, Tanja Wörle, Martina Müller und Conny Pohlers – erreichte sie mit der Mannschaft das im oberfränkischen Weismain mit 0:1 verlorene Finale um die inoffizielle Junioren-Weltmeisterschaft gegen die Auswahl der Vereinigten Staaten.

## Erfolge
- Bayerischer Meister 1998 (mit dem RSV Drosendorf)
- Zweiter Platz U-21-Nordic Cup 2000
- Aufstieg in die Bundesliga 2000 (mit dem FC Bayern München)

## Sonstiges
Schon während ihrer Fußballerkarriere stellte Eigner die Weichen für die berufliche Zukunft, studierte für das Lehramt an Hauptschulen und schloss ihr zweites Staatsexamen im heimatnahen Burgebrach ab. Seit 2012 unterrichtet sie an der Mittelschule in Bischberg, ihrem Wohnort im oberfränkischen Landkreis Bamberg. 